# Loxoblemmus obtusus
Loxoblemmus obtusus är en insektsart som beskrevs av Henri Saussure 1899. Loxoblemmus obtusus ingår i släktet Loxoblemmus och familjen syrsor. Inga underarter finns listade i Catalogue of Life.